# 六試特殊爆撃機
六試特殊爆撃機（ろくしとくしゅばくげきき）は、大日本帝国海軍が試作した急降下爆撃機。六試特種爆撃機とも呼ばれる。本項では改良型の七試特種爆撃機（ななし - ）についても述べる。

## 概要
1930年（昭和5年）、海軍は海軍技術研究所航空機部の長畑順一郎技師を渡米させ、カーチス社製のSBCを始めとする急降下爆撃機の資料を収集。長畑技師の帰国後、艦載可能な急降下爆撃機の研究のために海軍航空廠（空廠）で六試特爆を開発することとなり、長畑技師を設計主務者として基礎設計が行われた。
機体の製造は1931年（昭和6年）に中島飛行機に発注された。中島の山本良造技師らによって子細の設計と実機の制作が行われ、試作一号機、二号機ともに1932年（昭和7年）に完成した。同年9月2日の試飛行の後、翌1933年（昭和8年）頃まで、海軍による急降下爆撃の研究が進められ、操縦性や縦安定性、機体強度の不足などの改善すべき点が洗い出された。
機体はブリストル ブルドッグに類似する構造の、木金混合骨組みに羽布張りの複葉機で、降着装置は固定脚。急降下中の重心と抗力中心を合わせ安定性を高めるために、下主翼を上主翼より前方に配した逆スタッガー翼の採用や、下主翼を逆ガル翼にするなどの特殊な翼型・翼配置を行っていたが、有効なものにはならなかった。
なお、本機は正式には「特殊練習機」として扱われており、「六試特爆」という呼称は開発関係者によるものである。

## 七試特種爆撃機
六試特爆に続き、空廠と中島は同じ主要メンバーによって、六試特爆の設計にエンジンの変更や逆スタッガー翼の使用取りやめなどの改良を加えた七試特爆の開発を行った。なお、本機は七試特殊爆撃機とも呼ばれる。
七試特爆は1932年11月に試作機1機が完成し、海軍によって審査されたが、同年11月26日に中島社内で急降下試験中に墜落事故を起こし、テストパイロットを務めていた藤巻恒男一等操縦士が殉職した。これによって審査は中止された。その後、さらなる研究の余地があるとされ、続く八試特種爆撃機の開発が開始されることになった。
なお、本機の墜落事故が六試特爆によるものとする誤った資料も存在する。

## 諸元（推定値）
六試特爆
- 全長：8.20 m
- 全幅：11.00 m
- 全高：3.20 m
- 主翼面積：32.0 m2
- 自重：1,500 kg
- 全備重量：2,300 kg
- エンジン：中島 寿二型 空冷星型9気筒（最大580 hp） × 1
- 最大速度：240.8 km/h
- 実用上昇限度：6,500 m
- 航続距離：833 km
- 武装：
7.7mm固定機銃 × 1
7.7mm旋回機銃 × 1
250kg爆弾 × 1
- 乗員：2名

七試特爆
- 全長：8.50 m
- 全幅：11.00 m
- 全高：3.50 m
- 主翼面積：30.0 m2
- 自重：1,500 kg
- 全備重量：2,300 kg
- エンジン：中島 寿二型改一 空冷星型9気筒（最大580 hp） × 1
- 最大速度：241 km/h
- 実用上昇限度：6,500 m
- 航続距離：740 km
- 武装：
7.7mm固定機銃 × 1
7.7mm旋回機銃 × 1
250kg爆弾 × 1
- 乗員：2名